# Záparo
Záparo – Indianie południowoamerykańscy zamieszkujący tereny wschodniej Amazonii – północne brzegi dolnego biegu rzeki Curaray we wschodnim Ekwadorze oraz przygraniczne obszary Peru. Niegdyś liczna populacja, dziś wymierająca z powodu efektów kolonizacji przez Europejczyków (osadnictwa, które spowodowało walkę różnych plemion o terytoria oraz przywleczenia przez Europejczyków chorób zjadliwych dla Indian Zaparo). Posługują się coraz rzadziej językami zaparo, które zostały prawie wyparte przez keczua. Szacuje się, że natywnych Zaparo jest około 160, większość stanowi populacja osób starszych, którzy w konwersacjach używają głównie keczua.